# Ronny Hård
Knut Ronny Hård, född 6 januari 1950 i Stjärnsunds kyrkobokföringsdistrikt i Kopparbergs län, är en svensk bildkonstnär. Hans tidiga konst präglades av socialrealism, men har utvecklats mer mot landskapsmåleri med inslag av romantik och surrealism. Han finns representerad vid bland annat Ystads konstmuseum och Malmö museum, och har ställt ut vid konsthallar som Liljevalchs vårsalong och den internationella teckningstriennalen i Wrocław, Polen.

## Biografi
Hård föddes i ett litet soldattorp i Stjärnsund i Hedemora kommun. Hans far Alvar Hård var musiker och konstnär. När han var ett år gammal flyttade familjen till Arboga. Han började teckna tidigt, och vann en teckningstävling i skolan när han var åtta år gammal. Från Arboga flyttade familjen till Malmö, och under 1970-talet började han intressera sig för socialrealism inom konsten. Socialrealismen präglar hans tidiga konst.
Med tiden började hans konstverk präglas alltmer av surrealism och en experimentlusta. Konstverken har blivit mer mångfacetterade och mångtydiga, med återkommande motiv som skymning och natt. Färgvalen har även börjat luta alltmer åt det romantiska hållet, med inspiration från 1800-talsromantiker som Caspar David Friedrich. Även William Turner, en av impressionismens föregångare, har bidragit med inspiration. Han målar ofta landskapsmålningar.
Ronny Hård är gift med konstnären Katarina Hård.

## Utställningar

### Representerad i[5]
| - Arboga museum och kulturnämnd - Bohusläns tidigare landsting - Falkenbergs kommun - Folkets hus riksföreningar - Hudiksvalls kommun - Lunds universitet - Malmö museum samt Malmö stad - Malmöhus läns tidigare landsting - Region Skåne - Rättviks kulturhus | - Staffanstorps kommun - Statens konstråd - Stockholms läns landsting - Svedala kommun - Södermanlands läns landsting - Västmanlands läns landsting - Ystads museum - Ängelholms kommuns kulturnämnd - Örnsköldsviks kommun |  |

### Separatutställningar[4]
| - Galleri Abbekås, 2005. - Arboga konsthall, 1979 och 1989 - Copenhagen Art Fair, 2000, 2001, 2002, 2005. - Dubergska gården, Motala, 1995. - Galleri 6, Gliwice, 1990 - Galleri Bacchus, Borås, 1996. - Galleri Bergström, Jönköping 1997, 1999. - Galleri Bild och From i Västerås, 1981, 1987 och 1996 - Galleri Blå i Gärsnäs, 1994 - Galleri Flamingo, Falkenberg, 2006. - Galleri Gloria i Nikosia, 1983 - Galleri Hera, Stockholm, 1994, 1998, 2002, 2005. | - Galleri Hörnan, Falun, 1998. - Galleri Karneval, Albrunna, Öland, 1996. - Galleri lilla Uppåkra, 2006. - Galleri Linné, Uppsala, 2000, 2004. - Galleri Moment, Ängelholm, 2005. - Galleri Motte i Genève, 1986 - Galleri Nord, Örebro 1995, 1999. - Galleri Plantage, Göteborg, 1996, 1999. - Galleri "R", Linköping, 2001, 2003. - Galleri Sigma, Växjö, 1998. - Galleri Sjöhästen, Nyköping, 2004. - Galleri Skånes konst, Malmö, 1991 och 1995 | - Galleri Sollång, Vejbystrand, 2004. - Galleri Svenshög, 2006. - Galleri Ängeln, Lund, 1994, 1998 och 2004 - Göteborgs sjöfartsmuseum, 1982 - Lilla Konstsalongen, Malmö, 1994. - Piteå Konsthall, 1998. - Stadsgalleri Halmstad, 1998. - Stadshuskuben Falkenberg, 1985 - Staffanstorp Konsthall, 1997. - Stockholm Art Fair, 1995, 1996, 1999. - Tomelilla konsthall, 1983 och 1998 - Ystads konstmuseum, 1983 |  |

### Grupputställningar och jurybedömda utställningar[4]
| - Ekerum Konsthall, Borgholm, 1997, 1998. - Galleri Konstnärscentrum, Malmö, 1989. - Babels Torn, Galleri Nordvästen, Helsingborg, 1985. - Höörs Konsthall, 1994. - Konstens Hus, Luleå, 2000. - Schwerins konsthall, Schwerin, Tyskland, 1996. - Krapperup Konsthall, Höstsalong, 1984, 1988. - Landskrona Teckningstriennal, 1983, 1986, 1989, 1992, 1995. - Liljevalchs Vårsalong, Stockholm, 1991, 1995. | - "5 Malmökonstnärer", Malmö museum, 1980 - Nordisk Teckningstriennal, Skellefteå, 1989, 1992, 1995. - Olofströms konstexpo, 1988. - Musiken i konsten, Rättviks kulturhus, 1992 (första pris) - Skånes konstförenings Höstsalong, 1978, 1981, 1983, 1984, 1988, 1989, 1990, 1995. - Skånes Konstförenings Sommarsalong, Malmö, 1994. - Ribnitz-Damgartens stadsmuseum, Tyskland, 1996. - Västerås Konstmuseum, Julsalong, 1979, 1980, 1984, 1888, 1989, 1990. - Wroclaw internationella teckningstriennal, Wrocław, Polen, 1992. |  |

## Stipendier[5]
- Ellen Trotzigs stipendium, Malmö museum, 1985
- Malmö Konsthalls vänner av 1931, 2001.
- Malung-Sälens kommun, 1989
- Grundsunda Kulturstipendium, 1990
- Rättviks kommun, 1992
- Staffanstorps kulturpris, 1998
- Statens bildkonstnärsfond, 1989, 1994